# Pompejus

Byst föreställande Pompejus.

Pompejus, från 81 f.Kr. Gnaeus Pompeius Magnus (CN·POMPEIVS·CN·F·SEX·N·MAGNVS, Gnaeus Pompejus den store, född 29 september 106 f.Kr. i Picenum, död 29 september 48 f.Kr. i Pelusium, var en romersk fältherre och statsman.
Pompejus var son till Gnaeus Pompeius Strabo, en mycket förmögen man från regionen Picenum i Italien. Familjen härstammade dock ej från det aristokratiska patricierståndet. Pompejus ville alltid bli avbildad som sin stora förebild Alexander den store, vilken han också skall ha varit lik utseendemässigt enligt samtida personer.

## Pompejus väg till makten
Pompejus stödde Sulla under dennes blodiga maktkamp på 80-talet f.Kr. mot Gaius Marius (Julius Caesars ingifta släkting). Efter att ha vunnit viktiga segrar på Sicilien och i Africa åt Sulla beviljades han sin första triumf av sammanlagt tre. Sulla gick segrande ur maktkampen och Pompejus skall ha gjort sig en förmögenhet, bland annat genom att lägga beslag på en del av de egendomar som konfiskerats från Sullas motståndare.
Åren 76–71 f.Kr. genomförde Pompejus ett hårdkämpat, men lyckat, fälttåg mot Quintus Sertorius, en av Marius supportrar som fortfarande gjorde motstånd i Hispania. Den 31 december 71 f.Kr. firade han sin andra triumf till minne av denna seger. Pompejus popularitet och auctoritas växte enormt till följd av dessa militära framgångar. År 71 f.Kr. deltog Pompejus i fälttåget där Crassus besegrade Spartacus och dennes slavarmé, något Pompejus (till Crassus stora förtret) tog åt sig en stor del av äran för. Året därpå innehade Pompejus, då endast 35 år gammal (minimiåldern för att inneha ämbetet var egentligen 42 år för en plebej och 40 år för en patricier) sitt första konsulat tillsammans med Crassus. Pompejus fick efter sitt konsulat i uppdrag av senaten, genom Lex Gabinia, att rensa ut de otaliga pirater i Medelhavet som vid den tiden utgjorde ett ständigt problem och försvårade handeln i regionen. Till sin hjälp blev han tilldelad totalt 24 legater, 500 krigsfartyg, 120 000 infanteri och 5000 kavalleri. Genom att dela in Medelhavet i tretton zoner, (sex i väster och sju  i öster, var och en under befäl av en legat), och rensa ut dessa systematiskt lyckades han på endast tre månader under 67 f.Kr. och 66 f.Kr. göra Medelhavet säkert från pirater. Tack vare att han ofta gav nåd till pirater och deras familjer och inte var brutal gjorde att många pirater hellre gav upp än att slåss till döds. I slutändan erövrade hans styrkor 71 fartyg i strid och ytterligare 306 gavs till Pompejus styrkor utan strid samt cirka 20 000 fångar. Pompejus hade nu visat att han var en förträfflig general både till sjöss och på land. Hans popularitet och status som hjälte hos gemene man växte ännu mer med denna bedrift. Åren 66–61 f.Kr. genomförde Pompejus ett lyckat fälttåg mot Mithridates VI Eupator, som hade startat sitt tredje krig mot Rom. Under sitt fälttåg mot Mithridates utvidgade Pompejus den romerska republiken ytterligare, inte bara genom att erövra Mithridates besättningar utan även genom att införliva bland annat Syria, Palestina och Fenicien under Roms kontroll. Efter ett långdraget krig segrade Pompejus och Mithridates tog sitt liv. För sina segrar i öst tilldelades han en tredje triumf den 29 september 61 f.Kr. Pompejus stod nu på höjden av sin karriär.

## Triumviratet
I april 59 f.Kr. bildade Pompejus, Crassus och Julius Caesar en politisk allians. Denna allians kallades redan av samtiden för triumviratet och historien kom att kalla den för det första triumviratet. Pompejus gifte sig med Caesars dotter för att ytterligare stärka förbundet. Alliansen mellan den omåttligt populäre Pompejus, den extremt förmögne Crassus och den ambitiöse Julius Caesar var mycket effektiv.
Triumvirerna såg till att skaffa sig högt uppsatta ämbetsposter; Pompejus var prokonsul (ståthållare) av Hispania mellan 58 f.Kr. och 55 f.Kr. men höll sig kvar i utkanten av Rom för att kunna bevaka sina intressen i senaten. Under denna tid lät Pompejus påbörja uppförandet av en överdådig teater som senare skulle komma att kallas Theatrum Pompeium (Pompejus teater). Triumviratet började vackla under denna tid, men Caesar kallade till ett hemligt möte i Lucca 56 f.Kr. där man slog fast att Caesars prokonsulat över Gallien skulle förlängas med ytterligare fem år samt att Pompejus och Crassus skulle väljas som konsuler för nästkommande år.
År 55 f.Kr. valdes således Pompejus och Crassus till konsuler för andra gången. Deras anhängare och klienter tilldelades andra viktiga ämbeten inom republiken.

## Triumviratets fall och inbördeskrig
Huvudartikel: Romerska inbördeskriget (49–45 f.Kr.)
År 54 f.Kr. dog Crassus under ett fälttåg mot partherna och Pompejus hustru, Caesars dotter Julia, dog i barnsäng. Caesar försökte förnya alliansen med Pompejus genom att erbjuda att denne skulle gifta sig med Caesars släkting Octavia (Octavius syster) men Pompejus vägrade. En politisk maktkamp mellan de bägge utbröt. Triumviratet var därmed till ända. Det slutade i inbördeskrig då Caesar korsade floden Rubicon 49 f.Kr.
Pompejus och de flesta senatorer som stödde honom retirerade till Brundisium. När Caesar påbörjade en belägring av staden flydde de österut mot Macedonia med hjälp av de många handelsfartyg de hade konfiskerat i området. Efter vissa upprensningsaktioner i Hispania vände Caesar sina blickar mot de östra provinserna där Pompejus och hans anhängare hade lyckats samla ihop en betydande styrka.
Pompejus besegrade Caesar vid slaget vid Dyrrhachium (beläget vid Durrës i nutidens Albanien) 48 f.Kr. och Caesar tvingades retirera, utan att Pompejus förföljde honom. Pompejus anhängare var segervissa och ansåg, att man nu hade Caesar i sitt grepp. De debatterade redan om vem som skulle få överta hans titel som pontifex maximus och förespråkade att få till ett avgörande fältslag. I början av augusti gick pompejanerna in i Thessalien (område i nutidens nordöstra Grekland) och sökte upp Caesar. Det avgörande slaget mellan Caesar och Pompejus stod utanför Farsalos den 9 augusti 48 f.Kr. Caesar vann en förkrossande seger med sina, till antalet, underlägsna styrkor.
Pompejus gjorde inga försök att samla de styrkor som lyckades undkomma slagfältet vid Farsalos, utan han bestämde sig för att fly till Egypten. Dock ville Ptolemaios XIII Filopator Filadelfos och förmyndarregenten Potheinos ställa sig in hos Caesar och lät därför mörda Pompejus samma dag som han 58 fyllde år den 29 september 48 f.Kr. Caesar såg dock fortfarande Pompejus som sin vän och drabbades av stor sorg när han fick se Pompejus huvud. Caesar lät sedan avrätta Potheinos samt återinsatte Ptolemaios syster, Kleopatra, som drottning.
Pompejus död betydde dock ej att inbördeskriget var till ända. Metellus Scipio, Cato den yngre och andra motståndare till Caesar, bland andra Pompejus den yngre och dennes yngre bror Sextus, samlades i provinsen Africa, där de förberedde sitt motstånd. De blev besegrade under slaget vid Thapsus 46 f.Kr. Metellus Scipio och Cato tog sina liv efter förlusten. De sista pompejanerna, under ledning av Pompejus den yngre, blev till slut besegrade i Hispania under slaget vid Munda 45 f.Kr.

## Giftermål och avkomma
- Första äktenskapet: Antistia
- Andra äktenskapet: Aemilia Scaura
- Tredje äktenskapet: Mucia Tertia
  - Pompejus den yngre, avrättad 45 f.Kr. efter slaget vid Munda
  - Pompeja Magna, bortgift med Faustus Cornelius Sulla
  - Sextus Pompejus, som senare ledde motståndet mot andra triumviratet
- Fjärde äktenskapet: Julia (dotter till Julius Caesar), dog i barnsäng
  - barn som dog några dagar efter födseln, omstritt huruvida det var en son eller dotter
- Femte äktenskapet: Cornelia Metella (dotter till Metellus Scipio)

## Citat
- | ”                                                                                        | Navigare necesse est, vivere non est necesse. (Det är nödvändigt att segla, att leva är inte nödvändigt) | „ |
| – Pompejus, hot till besättning som inte ville segla från Afrika på grund av hårt väder. | |   |[källa behövs]